# Andreas Strand
Andreas Strand (Fredrikstad, 1889. február 4. – Glemmen, 1958. április 19.) olimpiai ezüstérmes norvég tornász.
Az 1908. évi nyári olimpiai játékokon tornában összetett csapatversenyben ezüstérmes lett.
Klubcsapata a Fredrikstad Turnforening volt.